# Elman Football Club
Maillots
Le Elman Football Club (en arabe : نادي علمان لكرة القدم), plus couramment abrégé en Elman FC, est un club somalien de football fondé en 1993 et basé à Mogadiscio, la capitale du pays.

## Histoire
Le club a été fondé par l'activiste Elman Ali Ahmed.

## Palmarès
| \| - Championnat de Somalie (6) : - Champion : 2000, 2001, 2002, 2003, 2011 et 2012. - Coupe de Somalie (1) : - Vainqueur : 2017. \| \| - Supercoupe de Somalie (2) : - Vainqueur : 2013 et 2017. \| |  |                                                           |
| - Championnat de Somalie (6) : - Champion : 2000, 2001, 2002, 2003, 2011 et 2012. - Coupe de Somalie (1) : - Vainqueur : 2017.                                                                       |  | - Supercoupe de Somalie (2) : - Vainqueur : 2013 et 2017. |

## Personnalités du club

### Présidents du club
- Liban Maxmoud

### Entraîneurs du club
- Yusuf Ali Nur
- Rageh Saciid

### Joueurs emblématiques
- Ali Abdulkadir
- Cisse Aadan Abshir
- Yasin Ali Egal
- Ahmed Mohamed Ibrahim
- Ali Mursal Qalid